# 프루멘티우스
성 프루멘티우스(그으즈어: ፍሬምናጦስ, frēmnāṭōs, 영어: Frumentius, 기원후 4세기 ~ 383년경)는 악숨의 주교이자 기독교 성인이다. 에티오피아에 기독교 복음을 전파했으며 동방 기독교와 서방 기독교 양측에서 성인으로 존경받고 있다.
티레의 시로페니키아 그리스인 가문에서 태어났다. 어린 시절 악숨 왕국에서 노예로 팔려갔다가 황제의 눈에 들어 고위직을 얻었다. 에티오피아에 기독교 신앙을 전파하여 알렉산드리아의 아타나시우스에게 이를 보고하였다.
악숨 주교가 된 이후에는 군인과 황제에게 성품성사와 세례를 주고 많은 악숨 사람들을 전도하였다. 또한 악숨 왕국 곳곳에 많은 성당을 세웠으며, 에티오피아에서 현지 언어로 신약성경을 번역한 최초의 인물이다.